# Blinjska Greda
Blinjska Greda est un village de la municipalité de Sunja (comitat de Sisak-Moslavina) en Croatie. Au recensement de 2011, le village comptait 35 habitants.